# 傑米·肯尼迪
詹姆斯·哈維·「傑米」·肯尼迪（James Harvey "Jamie" Kennedy，1970年5月25日—）是一位美國演員、喜劇演員、電視製片人和劇作家。他除了出演電影和電視劇之外，也有自己的喜劇電視節目。他也是真人秀節目的製片人。

## 外部連結
- 傑米·肯尼迪在互联网电影资料库（IMDb）上的資料（英文）